# Tropipop
Tropipop es un género musical típico de Colombia, subgénero del pop latino. Consiste en una mezcla de géneros musicales tradicionales de la Región Caribe Colombiana, principalmente el Vallenato, con influencias extranjeras tales como la Salsa, el Merengue, y el Pop y Pop Rock. El término "tropipop" viene de la combinación de las palabras "tropical" y "pop" describiendo la mezcla que hace el género de raíces latinas tropicales con Música de los Estados Unidos. 
Algunos artistas exitosos de tropipop son Carlos Vives, 
Bacilos, Pasabordo, Bonka, Jerau, Mauricio & Palo de Agua , Gusi, Fonseca , Lucas Arnau, Julian Caycedo y Fanny Lu

## Historia

### Orígenes tempranos
Desde la aparición del  en los años 60 y 70, bandas como Génesis (Colombia) empezaron a experimentar fusionando música tradicional colombiana con pop rock. En las décadas siguientes, bandas de rock como Aterciopelados continuaron involucrando  canciones como "Safa", que se consideran pioneras del género.

### Carlos Vives y la Provincia
Los orígenes musicales del Tropipop pueden rastrearse a 1993 cuando Carlos Vives lanzó al mercado su álbum Clásicos de la Provincia. Este muy exitoso álbum llamó la atención por el uso de instrumentos tales como guitarra eléctrica para cantar vallenatos tradicionales. Vives y su banda, La Provincia, continuaron experimentando la fusión de vallenato y cumbia colombiana con pop, rock y funk en sus siguientes dos álbumes, La Tierra del Olvido y Tengo Fe. 
Para su siguiente álbum, El Amor de Mi Tierra, Vives colaboró con el productor cubano-estadounidense Emilio Estefan. Estefan estilizó la música de Carlos Vives dándole un sonido más pop, con menos secciones instrumentales, más importancia a las partes vocales, y menos prominencia de los elementos de vallenato y cumbia. Vives continuó con este sonido en sus siguientes dos álbumes, y tuvo un gran éxito. Fue este sonido fusión estilizado el que adoptaron posteriormente los artistas de tropipop. La influencia y éxito de Carlos Vives fue tal que se ha dicho que los artistas que vinieron después tocando fusión de vallenato con pop son «o imitadores o parte de la escuela que él formó».[cita requerida]

### Tropipop
En Riohacha, La Guajira con su sencillo GUAJJAZZ, QUINTANA (Tony Márquez) un músico emprendedor empírico en 1985, innova con su guitarra, va dejando huellas en la música instrumental vallenata, con sus melodías inéditas suaves y mucho aire a Jazz, Country, música africana, R&B, dejó en el tiempo ser el único en La Guajira en fusionar estos géneros musicales en el vallenato, aún se dedica y ha mantenido su carácter creativo. A comienzos de la década de los 2000, jóvenes músicos de Bogotá y otras grandes ciudades colombianas, antes, después algunos inspirados por el éxito de Carlos Vives, empezaron a grabar fusión de vallenato, tropical y pop rock (salsa, merengue, merecumbe) dando ese toque jocoso. Lo que una década antes hubiera sido considerado experimental, era ahora la moda. El grupo de músicos que tocaban esta música empezaron a ser agrupados bajo el término "Tropipop". Durante la década de los 2000, el Tropipop fue el género más popular en Colombia junto con el hip hop. Además, algunos artistas también fueron exitosos en el exterior: Mauricio & Palo de Agua fue nominado a Grammy Latino en 2004 y 2009, y el cantante bogotano Fonseca ganó uno en el año 2006.
El tropipop, aunque se mantiene a la innovación de Carlos Vives, ha sido modificado por cada banda para darle un toque único y original. Algunos grupos como Tinto se le miden al rock, y otros como Sin Ánimo de Lucro y Bonka enfatizan en la mezcla de sus letras con el sonido del vallenato. 
Ahora falta esperar las nuevas sorpresas de este género musical. Tanto Majua, Bonka, Sin Ánimo de Lucro, Tinto y todos los otros grupos que ya tienen tiempo o están comenzando, les queda bastante camino por recorrer y, en sus intentos de ser diferentes, persistir en la sociedad colombiana y alcanzar a todo el mundo que tendrá altas expectativas en esta música.
Si bien, en el transcurso de la primera década del siglo el desarrollo de este experimento musical demostró el más acelerado auge, Carlos Vives recordó en entrevista con Efe, en razón al relanzamiento en 2015, de uno de sus éxitos de los años 1990; que “para la época del lanzamiento de la canción ya había conseguido junto con su banda La Provincia ‘una nueva forma de empezar a proyectar la tropicalidad’, lo que marcó la diferencia con sus producciones anteriores en las que cantó a los grandes del vallenato en Colombia.” Allí también refirió que “en esa experimentación se mezclaron instrumentos propios del pop y del rock como las guitarras eléctricas y también la batería, con géneros musicales de raíces colombianas.” En palabras del cantautor samario, la creación de las canciones fue el fruto de un impulso por “avanzar en la búsqueda de nuevos ‘matices’ y sonidos electrónicos dentro de géneros tradicionales colombianos como el vallenato y la cumbia.”
"'Al final hay un nuevo sonido que nació de todo ese experimento', indicó Vives, al señalar que se 'despertó' también un interés extranjero por los productores colombianos. El ganador de dos premios Grammy y nueve Grammy Latinos lo recuerda como el 'nuevo Colombian Pop', que luego tomó el nombre de tropipop y que ahora tiene exponentes como Fonseca y Fanny Lu, entre otros".
En México, destacan bandas de pop con tintes tropicales como Little Jesus o  el dúo alternativo Tropikal Forever, así como la cantante Ximena Bringas, quien ha dotado de cierta tendencia pop a grupos tradicionales de música tropical, como Saya o La Sonora Santanera

## Crítica
Debido a la naturaleza simple de la música de algunos de sus exponentes y su falta de prominencia de elementos tradicionales en favor de una marcada estructura pop, el tropipop ha sido criticado por sectores del público y los medios de comunicación por su supuesta superficialidad y falta de originalidad.
Por ejemplo, se ha dicho que el Tropipop es "un coctel que tiene un poco de rock, dos gotas de acordeón, una pizca cumbia y el 'look' un poco 'fashion' de los cantantes; léase Sin ánimo de lucro, Fanny Lu, etc, etc.".
Los críticos generalmente coinciden en decir que los músicos del tropipop no han investigado realmente el folklor colombiano para añadir genuinamente música tradicional colombiana a la fusión. Aquellos también suelen dar preferencia a fusiones de música colombiana con música anglo diferentes al tropipop tales como lo que tocan Sidestepper, ChocQuibTown y Bomba Estereo. Sin embargo, algunos defienden la intención del tropipop, teniendo en cuenta que evidencia un interés por parte de la juventud de incluir elementos caribeños en su música.
El tema del Tropipop ha tenido alcance académico. El sociólogo colombiano Oscar Beltrán Santos defiende la idea de que esta música, al menos en un breve período de tiempo, fue pertinente para consolidar una necesidad nacional, dada la emergencia por encumbrar un sonido que identificara el país en un período de reconstrucción de los arquetipos nacionales. .

## Artistas
Estos son algunos artistas cuyo género principal es el tropipop:
- Fonseca
- Wamba
- Fanny Lu
- Juanes
- Bacilos
- Jerau
- Sanalejo
- Lucas Arnau
- Carlos Vives
- Bonka (banda)
- Maía
- Mauricio & Palo de Agua
- Pasabordo
- Gusi
- Sin Ánimo de Lucro
- Qarto Aparte
- Little jesus (banda)
- Wamba (banda)
- Katamarán